# Change.org
Change.org è una società for-profit che gestisce l'omonima piattaforma on-line gratuita di campagne sociali, fondata nel 2007 negli Stati Uniti e con quartier generale a San Francisco, nel cuore della Silicon Valley. 
Negli Stati Uniti è registrata come B Corporation.

## Storia
Change.org è stata lanciata il 7 febbraio 2007 dall'attuale CEO Ben Rattray, con il supporto del CTO Mark Dimas e Adam Cheyer. A gennaio 2013, la piattaforma contava uno staff di 150 persone con uffici in 18 paesi.
Nel 2008, Change.org è diventata partner di MySpace per creare un indice di idee crowdsourced.
Nel 2010 Change.org ha supportato il lancio del Blog Action Day.
Nel 2011, Change.org ha dichiarato di essere stata vittima di un attacco di hacker cinesi a causa della petizione per chiedere al governo di Pechino il rilascio dell'artista Ai Weiwei.
Nel luglio 2012 Change.org ha inaugurato la versione in italiano, aprendo un ufficio a Roma.